# Matt Czuchry

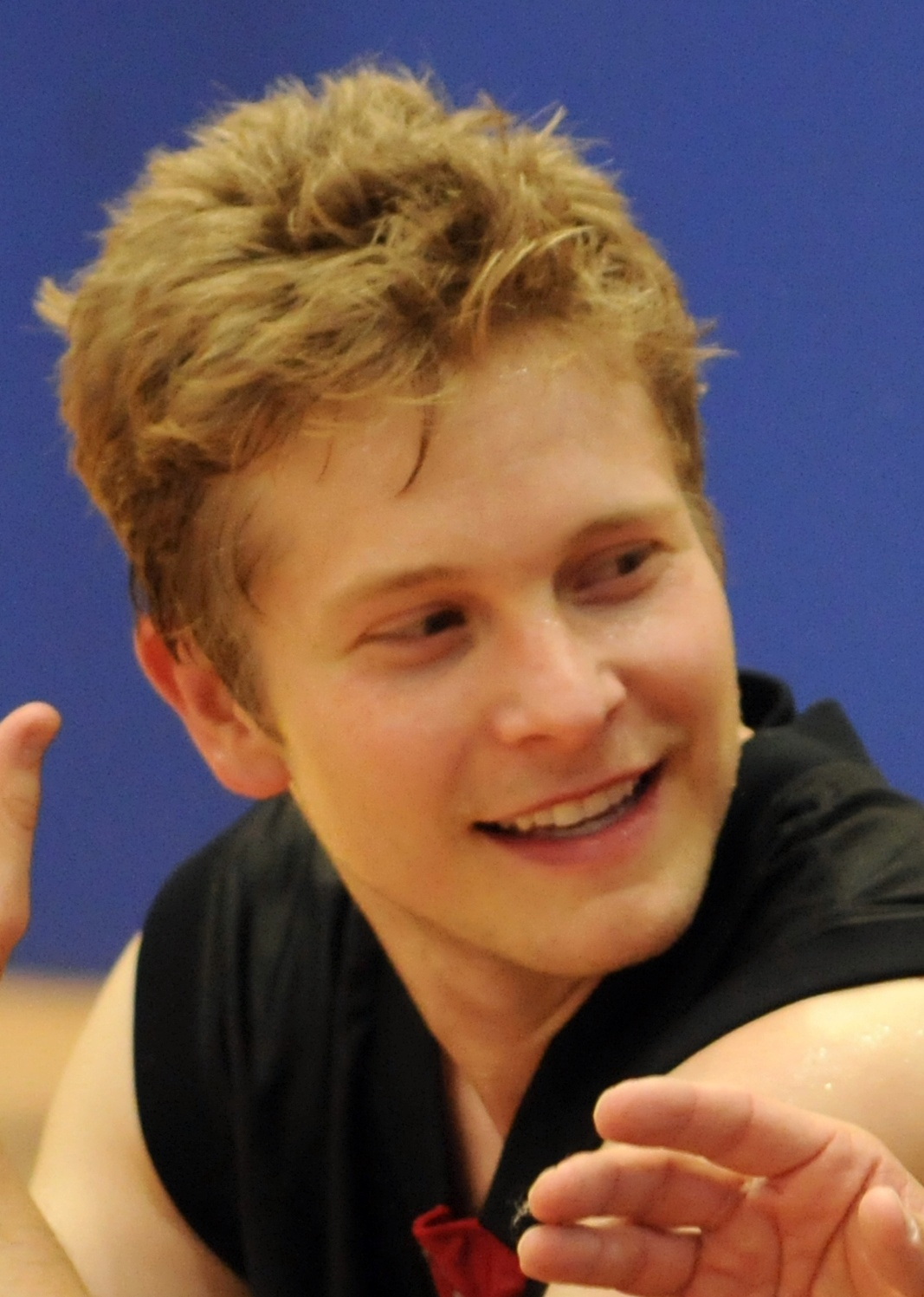
Matt Czuchry 2008

Matt Czuchry, född 20 maj 1977 i Manchester, New Hampshire, USA, är en amerikansk skådespelare. Han är känd för sina roller som Logan Huntzberger på TV-serien Gilmore Girls (2005–07) och Cary Agos på The Good Wife (2009–16).
Czuchry studerade historia och statsvetenskap vid College of Charleston i South Carolina och avlade examen med toppbetyg. Han har spelat tennis inom NCAA och var under delar av studietiden kapten för universitetets tennislag. Han är av ukrainsk härkomst på sin fars sida.

## Filmografi (urval)
- 2000 - Gilmore Girls -  Logan Huntzberger
- 2002 - A Midsummer Night's Rave - Evan
- 2002 - Eight Legged Freaks - Bret
- 2002 - Slap Her... She's French - Kyle Fuller
- 2009 - The Good Wife , TV-serie - Cary Agos
- 2009 - I Hope They Serve Beer in Hell - Tucker Max
- 2018 - The Resident